# Pauline Londeix
Pour les articles homonymes, voir Londeix.

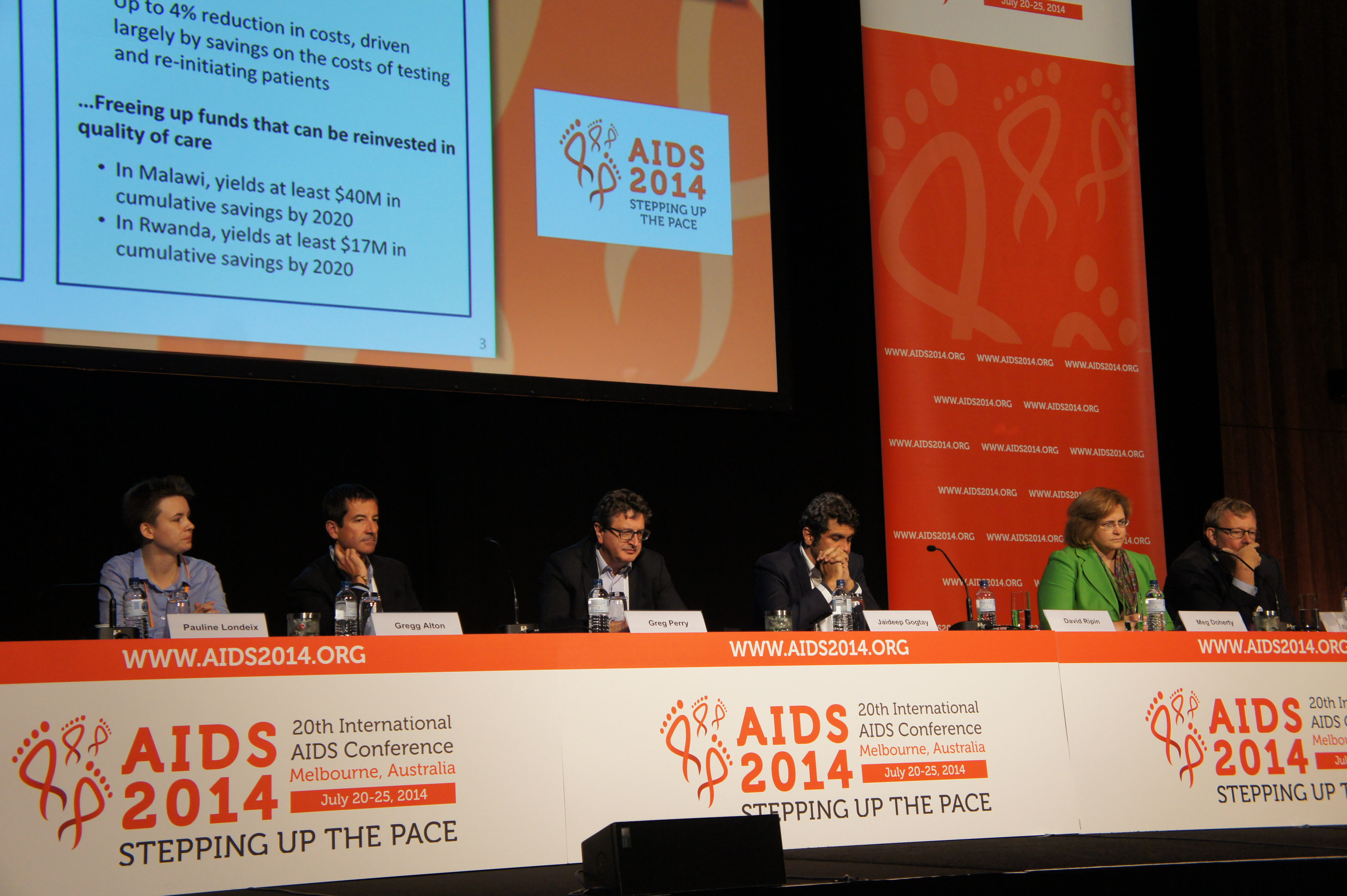
Pauline Londeix avec Gregg Alton et Gregg Perry, lors de la conférence Internationale sur le SIDA 2014 à Melbourne

Pauline Londeix (née le 26 décembre 1986) est une activiste, chercheuse et écrivaine française, experte des questions d'accès aux médicaments. 
En 2008, elle est vice-présidente de l'association Act Up-Paris et elle co-fonde en 2019 l'Observatoire de la transparence dans les politiques du médicament (OTMeds). Elle est l’autrice de plusieurs ouvrages, notamment sur la santé, domaine dans lequel elle a collaboré avec les principales ONG et avec l’Organisation mondiale de la santé. En 2023, elle crée le think-tank O2-Sport dans le but de réfléchir aux perspectives éthiques et politiques autour de la pratique sportive. Elle s’intéresse notamment au sujet de la santé des sportifs, et suit de près le football féminin et l’équipe de France de flag-football. Elle tient par ailleurs une chronique dans le magazine L'Humanité.

## Biographie
Fille de l'écrivain français Georges Londeix, elle entre à Act Up-Paris en 2005. En 2008, elle  y travaille sur les questions d'égalité aux droits des personnes LGBTQI, devient vice-présidente de l'association en 2008[source insuffisante], année où elle publie Le Manifeste Lesbien. Elle devient ensuite responsable du plaidoyer sur les questions internationales à Act Up-Paris, où elle commence à travailler à l'accès aux médicaments génériques utilisés contre le VIH et le virus de l'hépatite C (VHC). Elle y dénonce notamment les conséquences des accords de libre-échange négociés par la commission européenne avec les pays du sud qui peuvent entraver l'accès aux médicaments génériques.
En 2019, elle crée l'Observatoire de la transparence dans les politiques du médicaments, et en janvier 2021, elle est nommée membre du collège scientifique du comité consultatif sur le COVID-19 de la ville de Paris. 
Elle travaille notamment à l'accès mondial à de nouveaux traitements contre l'hépatite C, les antiviraux à action directe. Dans un rapport de recherche pour Médecins du monde  présenté lors de la conférence Internationale sur le sida qui a eu lieu à Melbourne en juillet 2014, elle calcule que « la prise en charge en France de tous les malades ayant besoin d'un nouveau traitement contre l'hépatite C équivaudrait à deux fois le budget annuel de l'Assistance publique - Hôpitaux de Paris »,, Elle est l'autrice ou le co-autrice de divers articles et rapports liés à l'accès aux médicaments et aux diagnostics.  En 2018, elle publie un article dénonçant les mesures d'austérité et leurs conséquences sur les systèmes de santé . 

### Observatoire de la transparence (OTMeds) et prises de positon pendant la crise du COVID-19
En mai 2019, elle milite pour l'adoption d'une résolution sur la transparence sur la chaine pharmaceutique à l'Organisation mondiale de la santé, et obtient avec d'autres ONG un revirement de la France au départ opposée à la résolution,,. En juin 2019, elle cofonde avec Jérôme Martin, l'Observatoire de la transparence dans les politiques du médicament (OTMeds)  A l'automne 2019, un amendement sur la transparence sur les marchés pharmaceutiques, proposé conjointement par la députée de l'opposition Caroline Fiat qui s'appuie sur OTMeds et le rapporteur de la commission affaires sociales, de la majorité présidentielle Olivier Véran est adopté. Finalement, cet amendement sera invalidé par le Conseil constitutionnel, mais adopté à nouveau l'année suivante.   
Pendant la crise du COVID-19, en 2020, Pauline Londeix se mobilise aux côtés des praticiens hospitaliers de l'Assistance publique - Hôpitaux de Paris, contre les pénuries de médicaments utilisés en réanimation dans les hôpitaux parisiens. Leur collectif saisit en référé le Conseil d'État pour demander une réquisition des moyens de production sur le territoire français. Leur recours sera rejeté.  
« Si les industriels avaient fait preuve d’une plus grande transparence dès les premiers mois des protocoles, les États auraient pu construire leur stratégie vaccinale au printemps ou à l’été et ainsi « réfléchir à des vaccins complémentaires et non similaires ». 

### Engagement sur le sport
En juin 2024, est publié son essai Footballs Politiques.

### Jugements sur son engagement
En 2021, Françoise Barré-Sinoussi, la décrit comme : « une militante constructive qui veut faire avancer les choses par souci d’équité, d’égalité. Son ouverture d’esprit est remarquable, avec une vision de la santé mondiale pour tous, de l’accès aux médicaments pour tous et sur toute la planète ». Dans un article qui lui est dédié publié par Le Monde en 2021, elle est décrite comme « une des figures pionnières d’une nouvelle génération de militants déterminés à démonter le système des droits exclusifs par des méthodes mêlant usage stratégique de l’expertise et action savamment ciblée ». Ce même article estime qu'elle a contribué « à faire plier Sanofi sur la tuberculose. » en obtenant une action en nullité sur une centaine de brevets du laboratoire. 

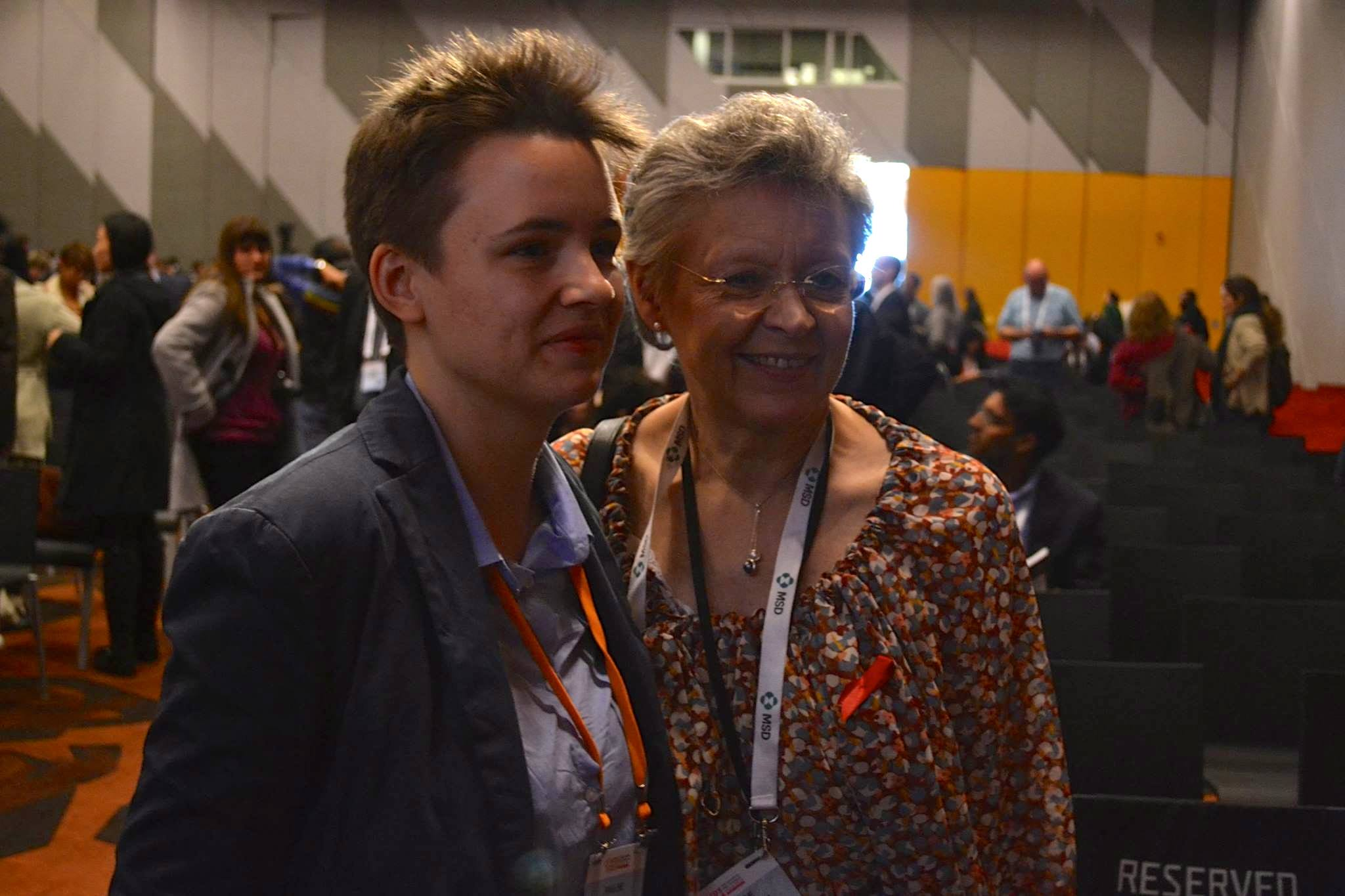
Pauline Londeix et Françoise Barré-Sinoussi

### Publications
Elle publie Le Manifeste Lesbien  en 2008. Elle est l'autrice de nombreux rapports de recherches (Treatment Action Group, Médecins du monde, etc.).
Elle publie le 1er septembre 2022 l'essai Combien coûtent nos vies ? (éditions 10/18) co-écrit avec Jérôme Martin. 
En juin 2024, elle publie son premier essai sur le sport Footballs politiques (éditions 10/18).   

## Ouvrages
- Le manifeste lesbien, éditions L'Altiplano, 2008
- Combien coûtent nos vies ?, éditions 10/18, 2022
- Notre santé nous appartient, avec Jérôme Martin, éditions Armand Colin, 2024
- Footballs politiques, éditions 10/18, 2024